# Санкт-Освальд-об-Айбисвальд
Санкт-Освальд-об-Айбисвальд (нем. Sankt Oswald ob Eibiswald) — коммуна (нем. Gemeinde) в Австрии, в федеральной земле Штирия. 
Входит в состав округа Дойчландсберг.  Население составляет 593 человека (на 31 декабря 2005 года). Занимает площадь 22,43 км². Официальный код  —  60 328.

## Политическая ситуация
Бургомистр коммуны — Гюнтер Койнег (СДПА) по результатам выборов 2005 года.
Совет представителей коммуны (нем. Gemeinderat) состоит из 9 мест.
- СДПА занимает 6 мест.
- АНП занимает 3 места.